# Тугоплавкі метали

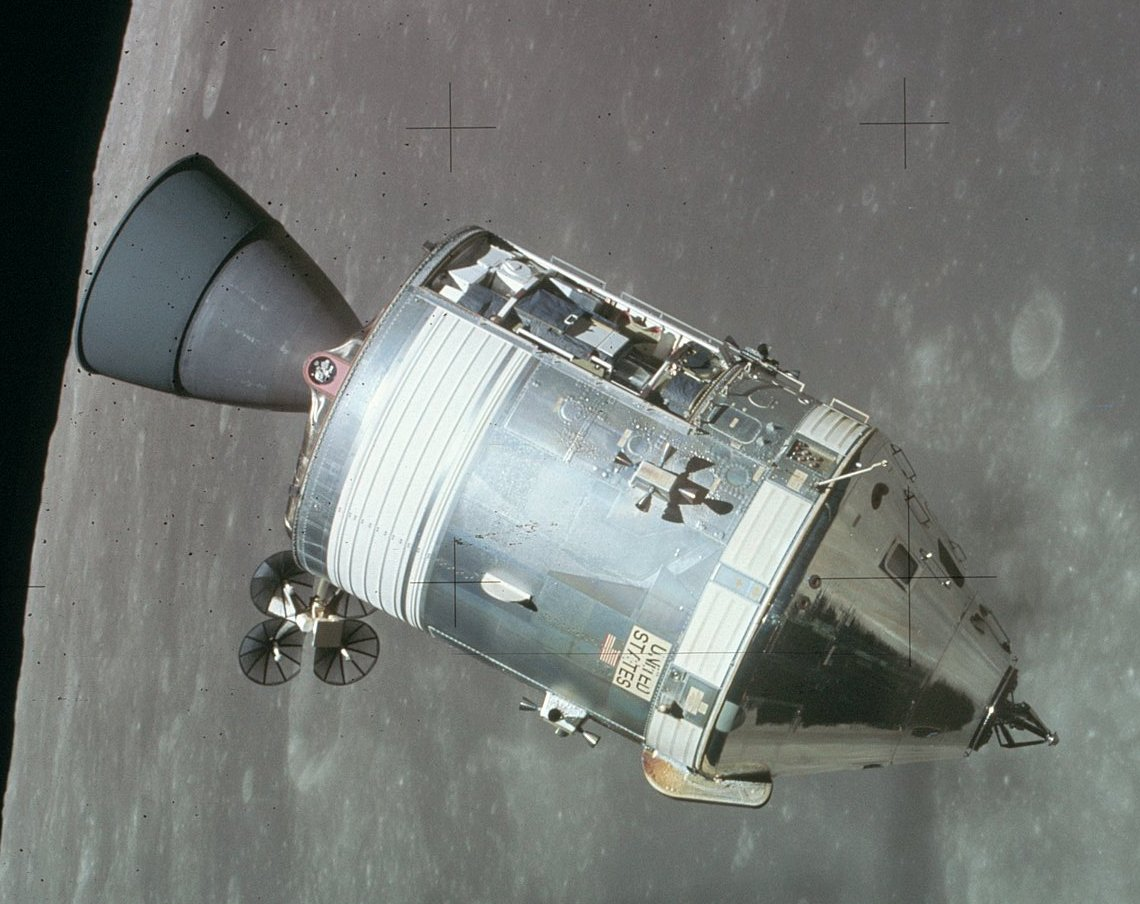
Apollo CSM з темним ракетним соплом із ніобій-титанового сплаву

Тугопла́вкі мета́ли — одна з груп металів, чия температура плавлення вища за температуру плавлення заліза (1539 °C). 
До тугоплавких металів відносять титан, цирконій, гафній, ванадій, ніобій, тантал, хром, молібден, вольфрам, реній. Всі ці елементи (окрім хрому) відносяться до рідкісних металів, а реній — до розсіяних рідкісних металів. Високою температурою плавлення відзначаються також метали платинової групи та торій, але вони за технічною класифікацією не стосуються тугоплавких металів.
Велике значення тугоплавких металів, сплавів та елементів, пов'язано з їх винятково сприятливими властивостями та сукупностями ознак, притаманних для окремих тугоплавких металів.
Одна з найважливіших галузей застосування більшості тугоплавких металів — використання їх у вигляді сплавів у якості жаростійких матеріалів, насамперед в літакобудуванні, ракетній та космічній техніці, атомній енергетиці, високотемпературній техніці. Деталі зі сплавів тугоплавких металів водночас, зазвичай закривають жаростійкими покриттями (наприклад, ніобій окиснюється за температури вище 400 °C, тож для таких застосувань необхідне його захисне покриття, щоби запобігти крихкості сплаву). Тугоплавкі метали та їх сплави використовуються як конструкційні матеріали у машинобудуванні, суднобудуванні, електронній, електротехнічній, хімічній, атомній промисловості та в інших галузях техніки. Широке застосування мають оксиди і багато інших хімічних з'єднань тугоплавких металів.